# Miltiadis Tendoglu
Miltiadis Tendoglu (gr. Μιλτιάδης Τεντόγλου; ur. 18 marca 1998 w Grewenie) – grecki lekkoatleta specjalizujący się w skoku w dal.
Piąty zawodnik mistrzostw świata juniorów młodszych w Cali (2015). Rok później zdobył srebro na juniorskich mistrzostwach świata w Bydgoszczy oraz bez awansu do finału startował podczas igrzysk olimpijskich w Rio de Janeiro. W 2017 został mistrzem Europy juniorów i nie awansował do finału mistrzostw świata w Londynie. W 2018 został mistrzem Europy z wynikiem 8,25 m. Rok później zdobył złoto mistrzostw Europy w hali oraz młodzieżowego czempionatu Starego Kontynentu. W 2021 zwyciężył na halowych mistrzostwach Europy oraz zdobył złoty medal igrzysk olimpijskich w Tokio. Rok później został wicemistrzem świata oraz zdobył swoje drugie złoto mistrzostw Europy. W 2023 skompletował złote medale najważniejszych imprez: po raz trzeci został halowym mistrzem Europy oraz wywalczył mistrzostwo świata. Obronił tytuły halowego mistrza świata i mistrza Europy na stadionie (2024).
Medalista mistrzostw Grecji oraz reprezentant kraju na drużynowych mistrzostwach Europy.
Rekordy życiowe: stadion – 8,65 (8 czerwca 2024, Rzym); hala – 8,55 (18 marca 2022, Belgrad) rekord Grecji, 6. wynik w historii światowej lekkoatletyki.

## Osiągnięcia
| Rok  | Impreza                                 | Miejsce        | Lokata            | Wynik |
| ---- | --------------------------------------- | -------------- | ----------------- | ----- |
| 2015 | Mistrzostwa świata juniorów młodszych   | Cali           | 5. miejsce        | 7,66  |
| 2016 | Mistrzostwa świata juniorów             | Bydgoszcz      | 2. miejsce        | 7,91  |
| 2016 | Igrzyska olimpijskie                    | Rio de Janeiro | el. – 27. miejsce | 7,64  |
| 2017 | Superliga drużynowych mistrzostw Europy | Lille          | 5. miejsce        | 7,76  |
| 2017 | Mistrzostwa Europy juniorów             | Grosseto       | 1. miejsce        | 8,07  |
| 2017 | Mistrzostwa świata                      | Londyn         | el. – 19. miejsce | 7,79  |
| 2018 | Halowe mistrzostwa świata               | Birmingham     | 9. miejsce        | 7,82  |
| 2018 | Mistrzostwa Europy                      | Berlin         | 1. miejsce        | 8,25  |
| 2018 | Puchar interkontynentalny               | Ostrawa        | 2. miejsce        | 8,00  |
| 2019 | Halowe mistrzostwa Europy               | Glasgow        | 1. miejsce        | 8,38  |
| 2019 | Młodziezowe mistrzostwa Europy          | Gävle          | 1. miejsce        | 8,32  |
| 2019 | Superliga drużynowych mistrzostw Europy | Bydgoszcz      | 1. miejsce        | 8,30  |
| 2019 | Mistrzostwa świata                      | Doha           | 10. miejsce       | 7,79  |
| 2021 | Halowe mistrzostwa Europy               | Toruń          | 1.miejsce         | 8,35  |
| 2021 | I liga drużynowych mistrzostw Europy    | Kluż-Napoka    | 1. miejsce        | 8,38  |
| 2021 | Igrzyska olimpijskie                    | Tokio          | 1. miejsce        | 8,41  |
| 2022 | Halowe mistrzostwa świata               | Belgrad        | 1. miejsce        | 8,55  |
| 2022 | Mistrzostwa świata                      | Eugene         | 2. miejsce        | 8,32  |
| 2022 | Mistrzostwa Europy                      | Monachium      | 1. miejsce        | 8,52  |
| 2023 | Halowe mistrzostwa Europy               | Stambuł        | 1.miejsce         | 8,30  |
| 2023 | I dywizja drużynowych mistrzostw Europy | Chorzów        | 1. miejsce        | 8,34  |
| 2023 | Mistrzostwa świata                      | Budapeszt      | 1. miejsce        | 8,52  |
| 2024 | Halowe mistrzostwa świata               | Glasgow        | 1. miejsce        | 8,22  |
| 2024 | Mistrzostwa Europy                      | Rzym           | 1. miejsce        | 8,65  |
| 2024 | Igrzyska olimpijskie                    | Paryż          | 1. miejsce        | 8,48  |
| 2025 | Halowe mistrzostwa świata               | Nankin         | 5. miejsce        | 8,14  |
| 2025 | I dywizja drużynowych mistrzostw Europy | Madryt         | 1. miejsce        | 8,46  |